# フォルクスワーゲン・ARVW
ARVWはフォルクスワーゲンが制作した空力実験車両である。
車両名は「空力実験・フォルクスワーゲン」（Aerodynamic Research Volkswagen ）に由来しており、18ヶ月に渡りのべ400時間の風洞実験によりCd値は0.15と極端に低い数値に抑えられている。
エンジンはフォルクスワーゲン・LT（Volkswagen LT ）用をベースとし直噴システムを備えるディーゼルエンジン、水冷直列6気筒2,383ccで、過給圧2.7バールのターボチャージャーとインタークーラーを備え、175PS/4,700rpm、30kgm/4,100rpm。
トランスミッションはアウディ・100用の4速MTを流用しているが、リンケージはケーブル式に変更されている。
燃料タンクは130L。
タイヤは195/50VRのピレリP8。ホイールは7in幅のスリーピース。サスペンションはバンク走行を有利にするため内側が低いセッティングがされている。

## ディーゼルエンジン車両の速度記録
1980年にナルド・サーキットにて国際自動車連盟公認のディーゼル車速度記録に挑戦した。ドライバーはケケ・ロズベルグとヘルムート・ヘンスラーが担当した。
記録は1kmフライングスタート344.50km/h、10kmスタンディングスタート245.84km/h、100kmスタンディングスタート338.88km/h、500kmスタンディングスタート345.26km/h、1時間スタンディングスタート353.41km/h、最高速度362.07km/h。後ろから4つはメルセデス・ベンツ・C111IIIが1978年に樹立し保有していた記録を破ってのものである。
また燃費も非常に良好で、250km/h巡航時16.67km/L、最高速度記録時ですら7.35km/Lであった。